# 三保松子
三保 松子（みほ まつこ、1894年9月8日 - 没年不詳）は、日本の女優である。出生名藪野 かつ子（やぶの かつこ）、結婚後本名守本 かつ子（もりもと かつこ）。1933年（昭和9年）以降は芸名を三保 敦美（みほ あつみ）と改名する。

## 人物・来歴
1894年（明治27年）9月8日、東京府東京市（現在の東京都）に生まれる。
舞台女優以前の経歴は伝えられていないが、1917年（大正6年）に発行された『女優総まくり』には、芳町（現在の東京都中央区日本橋人形町）で芸者をしていたが、やがて絵画モデルに転向、洋画家の荻原一羊と懇意になった旨の記述がなされている。確かに荻原とは親交があり、黒田清輝の日記にも荻原とともに2度登場するが、いずれも1912年7月19日、同年11月28日と、三保が女優になってからの時期である。
満17歳となった1911年（明治44年）11月に、有楽座が同座附属の女優養成所を開設したが、これに入所し、第1期生となる。翌1912年（大正元年）10月11日、第一回有楽座附女優劇が行われ、ライナー・マリア・リルケ作、森鷗外訳の戯曲『家常茶飯』（ドイツ語: Das tägliche Leben, 1901年）、山崎紫紅作の戯曲『島の女』、巖谷小波作の『女文士』、栗島狭衣作の『胡蝶』を上演、一條潮路、東花枝、園花子、岩間桜子、香村春枝、栗島すみ子、葛城文子らとともに出演し、満18歳で新劇の舞台女優としてデビューする。同劇団は、華やかな女優劇を繰り広げた。1913年（大正2年）には同劇団が解散した後は、新派に転向し、村田正雄、井上正夫、川上貞奴ら、それぞれが主宰する各一座を転々とした。この時期、1915年（大正4年）には、天然色活動写真（天活）が製作した柴田善太郎・鈴木歌子主演によるサイレント映画『嵐又は春がすみ』や中野信近一派が出演した『若葉影』に出演した記録が残っている。
1923年（大正12年）3月20日に公開された『己が罪』（監督大洞元吾）では、横山運平を相手役に主演している。同作は、前年から女優を導入するために日活向島撮影所に設置された同撮影所第三部の製作によるものであったが、同撮影所は、同年9月1日に起きた関東大震災によって壊滅し、全機能を日活関西撮影所に移転、三保も京都に移った。
すでに満32歳になった1926年（大正15年）、牧野省三のマキノ・プロダクション御室撮影所に入社、翌1927年（昭和2年）2月25日に公開された、同社と提携する賀古残夢の賀古プロダクション製作、同社配給の『生さぬ仲』（監督賀古残夢）に出演した。同作を映画デビュー作とする資料も存在するが、それ以前の出演歴は上記の通りである。時期は不明であるが、同社の俳優で同い年の守本專一（本名・守本熊太郎、1894年 - 没年不詳）と結婚しており、1928年（昭和3年）に発行された『日本映画俳優名鑑 昭和四年版』にはその旨の記述がなされている。1929年（昭和4年）7月25日には、牧野省三が亡くなり、同年9月にマキノ正博を核とした新体制が発表になると、三保は、マキノ智子、松浦築枝、岡島艶子、大林梅子、生野初子、櫻木梅子、河上君榮、泉清子、都賀静子、北岡よし江、住乃江田鶴子、別所ます江らとともに「俳優部女優」に名を連ねた。
その後、新体制下のマキノ・プロダクションは財政が悪化し、1930年（昭和5年）12月、賃金未払いが発生してストライキが起き、翌1931年（昭和6年）1月、製作が再開されたが、三保は、同社の解散時まで所属し、同年3月13日に公開された『昭和人情噺』（監督吉野二郎）が記録に残る同社での最後の出演作となった。同年、帝国キネマ演芸に移籍、「三保 敦美」と改名したが、同社は、1931年（昭和6年）8月28日に新興キネマに改組され、三保は継続的に新会社に入社した。新興キネマは、設立以来、太秦の撮影所で時代劇・現代劇をともに製作していたが、1935年（昭和10年）に現代劇を新設の東京撮影所（現在の東映東京撮影所）に切り離したため、太秦の撮影所を京都撮影所（現在の東映京都撮影所）とし、三保は京都撮影所で脇役俳優を続けた。1942年（昭和17年）1月10日に同社は、日活の製作部門等と合併して大映となるが、三保は同社の消滅まで在籍し、記録に残る同社での最後の出演作は、1941年（昭和16年）8月7日に公開された『花丸小鳥丸』（監督吉田信三）であった。
その後、三保は東宝に移籍し、1943年（昭和18年）12月29日に公開された『浪曲忠臣蔵』（監督石田民三）に出演した記録が残っており、1944年（昭和19年）12月時点の同社の俳優専属者リストにもその名がみられる。第二次世界大戦終結後も、満52歳のときの1947年（昭和22年）1月21日に公開された、吉本映画プロダクション製作の『縁は異なもの』（監督石田民三）に茶店の老婆役で出演したが、同作以降の出演記録が見当たらない。その後の消息も不明である。没年不詳。

## フィルモグラフィ

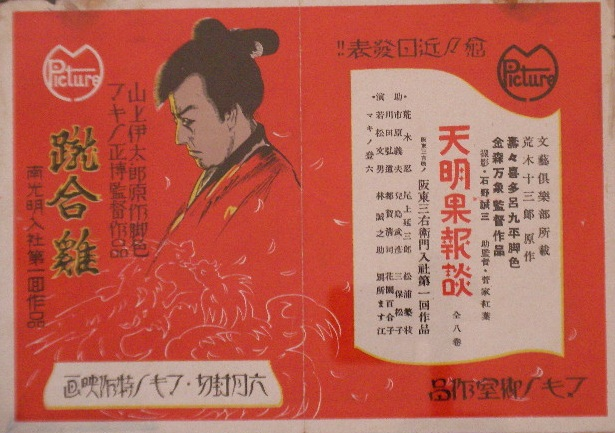
『蹴合鶏』と『天明果報談』（1928年）の公開を予告する当時のチラシ。右側の『天明果報談』に「三保松子」の名が確認できる。

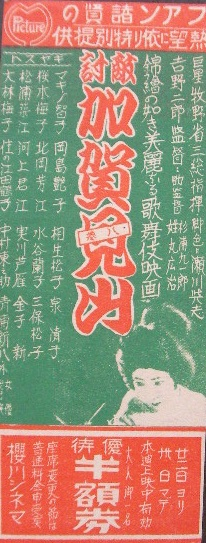
『敵討加賀見山』（1929年）公開時のチラシ、「三保松子」の名が確認できる。図柄はマキノ智子。

クレジットはすべて「出演」である。公開日の右側には役名、および東京国立近代美術館フィルムセンター（NFC）、マツダ映画社所蔵等の上映用プリントの現存状況についても記す。同センター等に所蔵されていないものは、とくに1940年代以前の作品についてはほぼ現存しないフィルムである。資料によってタイトルの異なるものは併記した。

### 天活東京撮影所
特筆以外の製作は「天活東京撮影所」、配給は「天然色活動写真」、すべて「三保松子」名義、すべてサイレント映画である。
- 『嵐又は春がすみ』 : 監督不明、1915年1月製作・公開
- 『若葉影』 : 監督不明、1915年5月製作・公開
- 『刻まれし魂』 : 監督吉野二郎、製作・配給東京シネマ商会、1910年代製作

### 日活向島撮影所第三部
製作は「日活向島撮影所第三部」、配給は「日活」、すべて「三保松子」名義、すべてサイレント映画である。
- 『己が罪』 : 監督大洞元吾、原作菊池幽芳、1923年3月20日公開 - 主演

### マキノプロダクション御室撮影所
特筆以外すべて製作は「マキノプロダクション御室撮影所」、配給は「マキノ・プロダクション」、すべて「三保松子」名義、すべてサイレント映画である。
- 『生さぬ仲』 : 監督賀古残夢、製作賀古プロダクション、配給マキノプロダクション、1927年2月25日公開[2]
- 『週間苦行』 : 監督マキノ正博、1927年4月1日公開 - 佐喜子
- 『紫地獄』 : 監督中島宝三、1927年4月15日公開 - 女房小芳
- 『新生の妻』 : 監督高見貞衛、1927年4月15日公開 - 圭子の母郁子
- 『鞍馬天狗異聞 角兵衛獅子』 : 総指揮マキノ省三、監督曾根純三、1927年4月29日公開 - 仲居おきん
- 『万花地獄 第四篇』 : 監督中島宝三、1927年9月23日公開 - 桔梗屋の染次
- 『人情悲譚 鬼薊』 : 監督曾根純三、1927年9月30日公開 - 女房おくめ
- 『盛綱』 : 監督マキノ省三、監督補松田定次・鈴木桃作・マキノ正唯（マキノ正博）、1927年10月14日公開 - 盛綱妻早瀬
- 『文七元結』 : 監督勝見正義、製作勝見庸太郎プロダクション、配給マキノプロダクション、1927年10月21日公開 - 角海老女将
- 『孤島の勇者』 : 監督富沢進郎、1927年11月11日公開
- 『祇園夜話 みだれ髪』[3][4]（『みだれ髪』[4]） : 監督人見吉之助、1927年11月18日公開
- 『消ゆる船唄』 : 監督富沢進郎、1927年12月1日公開
- 『近江聖人』 : 監督吉野二郎、製作マキノ名古屋撮影所、1928年2月24日公開
- 『忠魂義烈 実録忠臣蔵』 : 総指揮・監督マキノ省三、監督補秋篠珊次郎（井上金太郎）、1928年3月14日公開 - 女中お梶、『改訂 少年戰線』題・78分尺で現存（NFC所蔵[7]）
- 『百三十里はるばると』 : 監督中島宝三、1928年6月1日公開
- 『雷電』 : 監督牧野省三（マキノ省三）・松田定次、1928年6月29日公開 - 妻おかじ、18分尺で現存（マツダ映画社蔵[19]）
- 『蹴合鶏』 : 総指揮マキノ省三、監督マキノ正博、1928年6月29日公開 - お銀の母
- 『敵討制度』[3][4]（『仇討制度』[4]） : 監督金森万象、1928年7月20日公開
- 『天明果報談』 : 監督金森万象、1928年7月20日公開 - その母お徳
- 『新聞』 : 監督三上良二、1928年9月21日公開
- 『大学のイーグル 第一篇』 : 監督川浪良太、1928年9月28日公開 - アパートの女房
- 『浪人街 第一話 美しき獲物』 : 総指揮マキノ省三、監督マキノ正博、1928年10月20日公開 - お新の義母
- 『崇禅寺馬場』 : 監督マキノ正博、1928年11月14日公開 - 役名不明、22分尺で現存（マツダ映画社蔵[19]）
- 『親子鴉』 : 監督田村虚舟・根岸東一郎、1928年11月20日公開
- 『かわいさうな大九郎』 : 監督松田定次、1928年12月13日公開 - 女房お粂、34分尺で現存（NFC所蔵[7]）
- 『浪人街 第二話 楽屋風呂 第一篇』 : 監督マキノ正博、1929年1月15日公開 - その母、『浪人街 第二話 樂屋風呂』題・77分尺で現存（NFC所蔵[20]）
- 『浪人街 第二話 楽屋風呂 解決篇』 : 総指揮マキノ省三、監督マキノ正博、1929年2月8日公開 - その母、第一篇と同[20]
- 『帰らぬ父』 : 監督稲葉蛟児、1929年2月22日公開 - 妻邦子
- 『正伝 高山彦九郎』 : 監督押本七之輔、1929年2月22日公開 - 祖母おりん
- 『豊大閤 足軽篇』 : 総指揮マキノ省三、監督マキノ正博、1929年3月21日公開 - おやえの母お沢
- 『女定九郎』 : 監督吉野二郎、1929年4月14日公開 - おかや
- 『西南戦争』 : 総指揮マキノ省三、監督中島宝三、1929年10月4日公開 - 佐々木つる
- 『国定忠次の遺児』 : 監督二川文太郎、1929年10月17日公開 - 母おすが
- 『浪人街 第三話 憑かれた人々』 : 監督マキノ正博、1929年11月15日公開 - 中﨟野村
- 『奴浪人』 : 監督中島宝三、1929年11月22日公開 - 堀部の妻
- 『大逆倫』 : 監督勝見正義、製作勝見庸太郎プロダクション、配給マキノプロダクション、1929年11月22日公開 - 浅岡
- 『天保水滸伝』 : 監督押本七之輔、1930年1月5日公開 - 女房お角
- 『オイコラ行進曲 湯煙り長屋合戦の巻』（『オイコラ行進曲 湯煙長屋合戦の巻』[4]） : 監督松田定次、1930年2月21日公開 - 女房お勝
- 『変幻女六部』 : 監督吉野二郎、1930年3月7日公開 - 老女政尾
- 『常陸丸』 : 監督阪田重則、1930年5月1日公開
- 『藤馬は強い』 : 監督勝見正義、1930年6月20日公開 - 叔母里枝
- 『少年戦線』 : 指導マキノ正博、監督三上良二、1930年7月6日公開 - 伯母、『改訂 少年戰線』題・62分尺で現存（NFC所蔵[7]）
- 『スタヂオ殺人事件』（『スタジオ殺人事件』[4]） : 指導阪田重則、監督水上譲太郎、1930年8月29日公開
- 『浮世絵双紙』 : 監督中島宝三、1930年9月20日公開
- 『進軍喇叭』 : 監督阪田重則、1930年9月26日公開
- 『須磨の仇浪』 : 監督三上良二、1930年10月3日公開 - 山上お種
- 『鬼薊就縛』 : 監督根岸東一郎、1930年11月7日公開 - 清吉母おすぎ、84分尺で現存（NFC所蔵[7]）
- 『里見八剣伝』 : 監督吉野二郎、1931年1月5日公開 - 妻亀篠
- 『落第坊主』 : 監督水上譲太郎、1931年1月30日公開
- 『処女爪占師』 : 監督吉野二郎、1931年2月13日公開 - 老姿斉
- 『昭和人情噺』 : 監督吉野二郎、1931年3月13日公開 - 女房お芳

### 新興キネマ
特筆以外すべて製作・配給は「新興キネマ」、すべて「三保敦美」名義、すべてサイレント映画である。
- 『夢の花嫁』 : 監督曾根純三、1933年1月22日公開 - とみ弥の母 （「三保松子」名義）
- 『縄抜け治兵衛 白浪財布』 : 監督二川文太郎、製作松竹下加茂撮影所、配給松竹キネマ、1932年3月製作・公開
- 『時雨ひととき』 : 監督川手二郎、1933年3月13日公開 - 佳子の母
- 『恋慕吹雪』 : 監督石田民三、1933年3月16日公開 - 順之助の母おしも
- 『孝子五郎』[3]（『孝子五郎正宗』[4][7]） : 監督久保文憲、製作・配給宝塚キネマ興行、1933年3月26日公開 - 妻お秋（都賀一司とともに主演、「三保松子」名義）、『孝子五郎正宗』題・33分尺で現存（NFC所蔵[7]）
- 『八州侠客陣』 : 監督石田民三、1933年4月27日公開 - 流太郎の母
- 『出世二人侍』 : 監督村田正雄、1933年6月15日公開 - 秋代の母
- 『あなたの彼女に御用心』 : 監督曾根純三、1933年7月6日公開 - 山本の母
- 『われ等若し戦はば』 : 監督上野信二郎、1933年8月1日公開 - 宮崎の母
- 『雪の肌蜻蛉組』 : 監督広瀬五郎、1933年8月9日公開 - 用助の母おせい
- 『新しき天 前篇』 : 監督阿部豊、製作入江プロダクション、配給新興キネマ、1933年9月14日公開 - 村山とみ
- 『新しき天 後篇』 : 監督阿部豊、製作入江プロダクション、配給新興キネマ、1933年9月29日公開 - 村山とみ
- 『晴れ晴れ左門』 : 監督松田定次、1933年10月19日公開 - 主水の母梶
- 『母三人 前篇』 : 監督曾根純三、1933年10月19日公開 - 未亡人
- 『その夜の花婿』 : 監督渡辺新太郎、1933年10月25日公開 - 同夫人
- 『母三人 後篇』 : 監督曾根純三、1933年10月25日公開 - 未亡人
- 『青春街』 : 監督村田実、1933年11月1日公開 - 幹男の母
- 『昭和人生案内』 : 監督田中重雄、1933年11月23日公開 - 英助の母里子
- 『警察官』 : 監督内田吐夢、1933年11月30日公開 - 恵美子の母民子（母たか子[7]）、121分尺で現存（NFC所蔵[7]）
- 『藤三行状記 前篇』 : 監督松田定次、1934年1月7日公開 - その妻
- 『藤三行状記 後篇』 : 監督松田定次、1934年1月26日公開 - その妻
- 『夜光珠』 : 監督田中重雄、1934年2月22日公開 - おくめ
- 『銭形平次捕物控 紅蓮地獄』 : 監督山本松男、製作嵐寛寿郎プロダクション、配給新興キネマ、1934年4月25日公開 - 伝八の女房お糸
- 『妖麗』 : 監督田中重雄、1934年5月3日公開 - 東一郎の妻
- 『青空三羽鴉』 : 監督広瀬五郎、1934年5月24日公開 - その妻お牧
- 『水戸黄門 前篇』 : 監督押本七之助、1934年5月29日公開 - 唯一郎の母親
- 『兵学往来髭大名』 : 監督山上伊太郎、製作嵐寛寿郎プロダクション、配給新興キネマ、1934年6月14日公開 - 中老
- 『水戸黄門 後篇』 : 監督押本七之助、1934年7月5日公開 - 唯一郎の母親
- 『不良少年の父』 : 監督曾根純三、1934年7月26日公開 - 松岡夫人
- 『東郷盃』 : 監督曽根千晴（曾根純三）、1934年8月11日公開 - 松吉の母
- 『玉菊燈籠』 : 監督木村恵吾、1934年8月22日公開 - 竹志賀の婆や
- 『恩讐子守唄』 : 監督押本七之助、1934年9月6日公開 - 寛太郎の母
- 『暁の合唱』 : 監督久松静児、1934年9月27日公開 - 幸子の母
- 『愛染草』 : 監督曽根千晴（曾根純三）、1934年11月1日公開 - 小静の実母山岸のぶ

### 新興キネマ京都撮影所

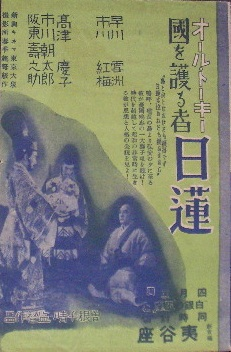
『国を護る者日蓮』（1935年）公開時のチラシ。

特筆以外すべて製作は「新興キネマ京都撮影所」、配給は「新興キネマ」、すべて「三保敦美」名義、特筆以外すべてトーキーである。
- 『明けゆく空』 : 監督田中重雄、サイレント映画、1935年1月20日公開 - 俊介の母
- 『お江戸春化粧』 : 監督石田民三、サウンド版、1935年1月26日公開 - 頼母の妻おくみ
- 『小判で五千両』 : 監督押本七之輔（押本七之助）、サイレント映画、1935年2月14日公開 - 母お由
- 『民衆の太陽』 : 監督上野真嗣、サウンド版、製作新興キネマ東京撮影所、1935年2月28日公開 - 新一郎の母
- 『国を護る者日蓮』[21]（『国を護る日蓮』[3]） : 監督曽根千晴（曾根純三）、製作新興キネマ東京撮影所、1935年4月7日公開 - 夕顔尼
- 『女の友情』 : 監督村田実、サウンド版、製作新興キネマ東京撮影所、1935年4月18日公開 - 庄司多嘉子
- 『男三十前』 : 監督牛原虚彦、製作高田プロダクション、配給新興キネマ、1935年5月15日公開 - 看護婦長
- 『十六夜日記』 : 監督山内英三、サウンド版、1935年7月25日公開 - おしげ
- 『活人剣 荒木又右衛門』 : 監督・録音マキノ正博、製作嵐寛寿郎プロダクション、配給新興キネマ、1935年8月15日公開 - 河合の女房はつ
- 『武蔵野くづれ』 : 監督押本七之輔、サウンド版、1935年9月26日公開 - 五左衛門の妻お米
- 『風流奴髭』 : 監督松田定次、サウンド版、1935年12月14日公開 - その妻数江
- 『文武太平記』 : 監督吉田信三、サウンド版、製作嵐寛寿郎プロダクション、配給新興キネマ、1935年12月14日公開 - 右馬之助の母
- 『太閤記 藤吉郎出世飛躍の巻』 : 監督渡辺新太郎、サウンド版、1936年1月5日公開 - 藤吉郎の母お仲
- 『安兵衛十八番斬り』 : 監督益田晴夫、サウンド版、製作嵐寛寿郎プロダクション、配給新興キネマ、1936年3月4日公開 - おかん婆
- 『野崎小唄』 : 監督木村恵吾、サウンド版、1936年3月10日公開 - 久松の母おたね
- 『快傑黒頭巾 前篇』 : 監督渡辺新太郎、サウンド版、1936年3月21日公開 - 下野の母
- 『お七鹿の子染』 : 監督押本七之輔、サウンド版、1936年4月1日公開 - 女中お杉
- 『快傑黒頭巾 後篇』 : 監督渡辺新太郎、サウンド版、1936年4月29日公開 - 下野の母
- 『夜嵐お絹』 : 監督渡辺新太郎、サウンド版、1936年6月5日公開 - 婆やおまさ
- 『破れ合羽』 : 監督吉田保次、サウンド版、製作嵐寛寿郎プロダクション、配給新興キネマ、1936年7月3日公開 - 茶店の老婆
- 『黎明の血陣』 : 監督土肥正幹（鈴木桃作）、サウンド版、1936年9月10日公開 - その女房
- 『沓掛時次郎』 : 監督西原孝、1936年11月15日公開 - その妻おろく
- 『鳴門秘帖 前篇 本土篇』 : 監督吉田保次、製作嵐寛寿郎プロダクション、配給新興キネマ、1936年11月22日公開 - 乳母おたか
- 『仇討膝栗毛』 : 監督森一生、1936年12月17日公開 - 新之助の母、62分尺で現存（NFC所蔵[7]）
- 『青空浪士』 : 監督押本七之輔、1937年1月17日公開 - 三九馬の母おひな
- 『安兵衛侠の唄』 : 監督渡辺新太郎、1937年1月28日公開 - お勘婆さん
- 『佐賀怪猫伝』 : 監督木藤茂、1937年2月3日公開 - 半左衛門の母妙寿
- 『鳴門秘帖 鳴門篇』 : 監督吉田保次、製作嵐寛寿郎プロダクション、配給新興キネマ、1937年2月18日公開 - 乳母おたか
- 『おつる巡礼歌』 : 監督押本七之輔、1937年2月23日公開 - お鶴の祖母おみね
- 『異変黒手組』 : 監督伊藤大輔、1937年4月12日公開 - お節の養母お角
- 『右門捕物帖 木曽路の謎』 : 監督吉田保次、製作嵐寛寿郎プロダクション、配給新興キネマ、1937年5月30日公開 - 婆や
- 『吉田御殿』 : 監督野淵昶、1937年6月3日公開 - 侍女古典
- 『御存知鞍馬天狗 千両小判』 : 監督仁科熊彦、製作嵐寛寿郎プロダクション、配給新興キネマ、1937年7月29日公開 - ひさごの女将
- 『祐天吉松』 : 監督森一生、1937年8月12日公開 - 乳母おむら、68分尺で現存（NFC所蔵[7]）
- 『七度び狐』 : 監督木藤茂、1937年9月23日公開 - 金貸し婆
- 『八幡船隊』 : 監督押本七之輔、1937年10月7日公開 - 伍庵の妻磯菜
- 『岡野金右衛門』 : 監督森一生、1937年10月7日公開 - お艶の母おかね
- 『梁川庄八』 : 監督渡辺新太郎、1937年10月21日公開 - その妻おたみ
- 『有馬猫』（再公開短縮改題『怪談有馬騒動』） : 監督木藤茂、1937年10月30日公開 - 頼貴の老女岩波、『怪談有馬猫』題・48分尺で現存（マツダ映画社蔵[19]） / 短縮版51分尺の『怪談有馬騒動』が現存[22]
- 『忍術太平記』 : 監督堀田正彦、1937年12月31日公開 - 奥方様
- 『子育て仁義』 : 監督西原孝、1938年1月10日公開 - おひろ
- 『静御前』 : 監督野淵昶、1938年1月14日公開 - 堀の妻室咲
- 『仇討彦山権現』 : 監督渡辺新太郎、1938年2月23日公開 - 一味斎の妻おせき
- 『大岡政談 越後屋騒動』 : 監督木村恵吾、1938年3月1日公開 - 与左衛門の妻おゆり
- 『右門捕物帖 謎の人形』 : 監督押本七之輔、1938年3月15日公開 - お六婆さん
- 『怪談鴛鴦帳』 : 監督木藤茂、1938年3月30日公開 - 奥方の付人松カ枝、78分尺で現存（NFC所蔵[7]）
- 『怪猫五十三次』 : 監督押本七之輔、1938年5月4日公開 - お秀の母汐路
- 『紀国屋文左衛門』 : 監督野淵昶、1938年5月12日公開 - 又七の母
- 『妖魔白滝姫』 : 監督木村恵吾、1938年5月31日公開 - 老女
- 『歌吉行燈』 : 監督仁科紀彦（仁科熊彦）、1938年6月8日公開 - 歌吉の養母お辰
- 『お洒落狂女』 : 監督寿々喜多呂九平、1938年8月20日公開 - 町奉行配下清水権太夫
- 『怪談濡衣草紙』 : 監督仁科紀彦（仁科熊彦）、1938年9月1日公開 - 太兵衛の女房おしげ
- 『鏡山競艶録』 : 監督寿々喜多呂九平、1938年9月15日公開 - 中藤伏尾、70分尺で現存（NFC所蔵[7]）
- 『龍虎日本晴』 : 監督押本七之輔、1938年9月29日公開 - 十蔵の母志保
- 『赤鞘嵐』 : 監督木村恵吾、1938年10月6日公開 - おむら
- 『宮本武蔵』 : 監督森一生、1938年10月13日公開 - 産婆お梶
- 『怪猫謎の三味線』 : 監督牛原虚彦、1938年11月3日公開 - お六、71分尺で現存（NFC所蔵[7]） / 73分尺で現存（マツダ映画社蔵[19]）
- 『五郎正宗』 : 監督木藤茂、1938年12月15日公開 - その妻お杉
- 『暴れ剣法』 : 監督吉田信三、製作新興キネマ東京撮影所、1938年12月25日公開 - 雄作の母お豊
- 『中将姫』 : 監督野淵昶、1939年2月15日公開 - 侍女関谷
- 『錦絵江戸姿 旗本と町奴』 : 監督森一生、1939年3月1日公開 - 小次郎の伯母数江、66分尺で現存（マツダ映画社蔵[19]）
- 『紫式部』 : 監督野淵昶、1939年6月22日公開 - その母
- 『怪談狂恋女師匠』（『怪談狂戀女師匠』[7]） : 監督木藤茂、1939年8月1日公開 - おるい、『怪談狂戀女師匠』題・6分尺の断片現存（NFC所蔵[7]）
- 『姫君大納言』 : 監督押本七之輔、1939年9月14日公開 - 浪路の母
- 『鬼あざみ』 : 監督森一生、1939年10月1日公開 - 源蔵の母、14分尺の断片が現存（NFC所蔵[7]）
- 『狸御殿』 : 監督木村恵吾、1939年10月12日公開 - 老女葉月
- 『吉良の仁吉』 : 監督押本七之輔、1939年11月29日公開 - おたつ
- 『忍術息子』 : 監督寺門静吉、1939年12月15日公開 - 与次郎の乳母
- 『女百万石』 : 監督西原孝、1939年12月30日公開 - お種
- 『山吹猫』 : 監督藤原忠、1940年2月1日公開 - 三鈴の母
- 『浮世絵日傘』 : 監督木村恵吾、1940年3月7日公開 - 長吉の母
- 『照る日くもる日』 : 監督仁科紀彦（仁科熊彦）、1940年3月14日公開 - 婆や
- 『続阿波狸合戦』 : 監督森一生、1940年4月18日公開 - 臨光寺のお松
- 『花暦八笑人』 : 監督三星敏雄、1940年4月25日公開 - おりき
- 『女人峠』 : 監督野淵昶、1940年4月28日公開 - お紋
- 『安来節お秀』 : 監督木藤茂、1940年5月23日公開 - 佐次郎の母
- 『花咲爺』 : 監督寺門静吉、1940年5月30日公開 - 花咲婆さん
- 『安中草三郎』 : 監督押本七之輔、1940年6月30日公開 - 草三郎の母お仲
- 『金毛狐』 : 監督吉田信三、1940年7月7日公開 - 平太郎の母浪路
- 『花婿五千石』 : 監督神脇満（寿々喜多呂九平）、1940年7月25日公開 - 越後の妻沙登
- 『明治の女』 : 監督野淵昶、1940年7月31日公開 - お鶴
- 『流れ星』 : 監督喜多猿八、1940年9月28日公開 - 源三郎の元乳母お兼
- 『風雲越後城』 : 監督押本七之輔、1940年10月31日公開 - 波路
- 『花嫁穏密』 : 監督仁科紀彦（仁科熊彦）、1941年1月4日公開 - お琴、71分尺で現存（NFC所蔵[7]）
- 『罪なき町』 : 監督森一生、1941年1月30日公開 - お慶の母親
- 『万寿姫』 : 監督三星敏雄、1941年2月22日公開 - 耆
- 『羅生門』 : 監督吉田信三、1941年5月8日公開 - 綱の叔母貞柴
- 『葉隠大名』 : 監督三星敏雄、1941年7月31日公開 - 陽泰院
- 『花丸小鳥丸』 : 監督吉田信三、1941年8月7日公開 - 小鳥丸の母

### 東宝
すべて製作・配給は「東宝」、「三保敦美」名義、トーキーである。
- 『浪曲忠臣蔵』 : 監督石田民三、1943年12月29日公開 - 戸田の局、66分尺で現存（マツダ映画社蔵[19]）
- 『縁は異なもの』 : 監督石田民三、製作吉本映画プロダクション、1947年1月21日公開 - 茶店の老婆[23]